# 夢 (鴉の曲)
「夢」（ゆめ）は、日本のロックバンド、鴉のデビューシングル。2009年8月12日発売。

## 概要
メジャーデビュー後初のシングル。
PVでは、主題歌になっているドラマ「怨み屋本舗REBOOT」に主演している同じスターダストプロモーション所属の木下あゆ美が出演し、殺陣を披露している。本シングルのCFのナレーションも彼女が担当している。

## 収録曲
1. 夢
テレビ東京系ドラマ24「怨み屋本舗REBOOT」主題歌。
2. 君がいない空
3. 残像

全作詞・作曲：近野淳一、全編曲：鴉